# J’me tire
J’me tire ist eine Single des französisch-kongolesischen Rappers und Sängers Maître Gims. Es ist seine Debütsingle als Solo-Artist, zuvor war er als Frontmann der Gruppe Sexion d’Assaut tätig. Das Werk wurde am 15. März 2013 als erste Singleauskopplung des Albums Subliminal veröffentlicht.
Die Single wurde in Europa ein Erfolg, sie schaffte es in Belgien und Frankreich bis an die Spitze der Charts, erreichte in den Niederlanden die Top 5 und wurde Gims' erster Charterfolg in der Schweiz.
Das Musikvideo entstand unter der Regie von Adam Nael und zeigt Gims in mehreren Aufnahmen vor den Bergen und Wüsten der Haute-Savoie und Marokko.

## Kommerzieller Erfolg

### Chartplatzierungen
| ChartsChartplatzierungen  | Höchstplatzierung | Wochen |
| ------------------------- | ----------------- | ------ |
| Belgien (Ultratop)        | 1 (32 Wo.)        | 32     |
| Frankreich (SNEP)         | 1 (89 Wo.)        | 89     |
| Niederlande (Media Markt) | 5 (35 Wo.)        | 35     |
| Schweiz (IFPI)            | 17 (25 Wo.)       | 25     |

| ChartsJahrescharts (2013) | Platzierung |
| ------------------------- | ----------- |
| Belgien (Ultratop)        | 10          |
| Frankreich (SNEP)         | 9           |
| Niederlande (Media Markt) | 36          |
| Schweiz (IFPI)            | 62          |

### Auszeichnungen für Musikverkäufe
| Land/Region       | Auszeichnungen für Musikverkäufe (Land/Region, Auszeichnung, Verkäufe) | Verkäufe |
| ----------------- | ---------------------------------------------------------------------- | -------- |
| Belgien (BRMA)    | Platin                                                                 | 30.000   |
| Frankreich (SNEP) | Platin                                                                 | 30.000   |
| Schweiz (IFPI)    | Gold                                                                   | 10.000   |
| Insgesamt         | 1× Gold · 2× Platin · 0× Diamant ·                                     | 70.000   |